# Curugagung
Curugagung is een bestuurslaag in het regentschap Subang van de provincie West-Java, Indonesië. Curugagung telt 3639 inwoners (volkstelling 2010).